# London Borough of Wandsworth

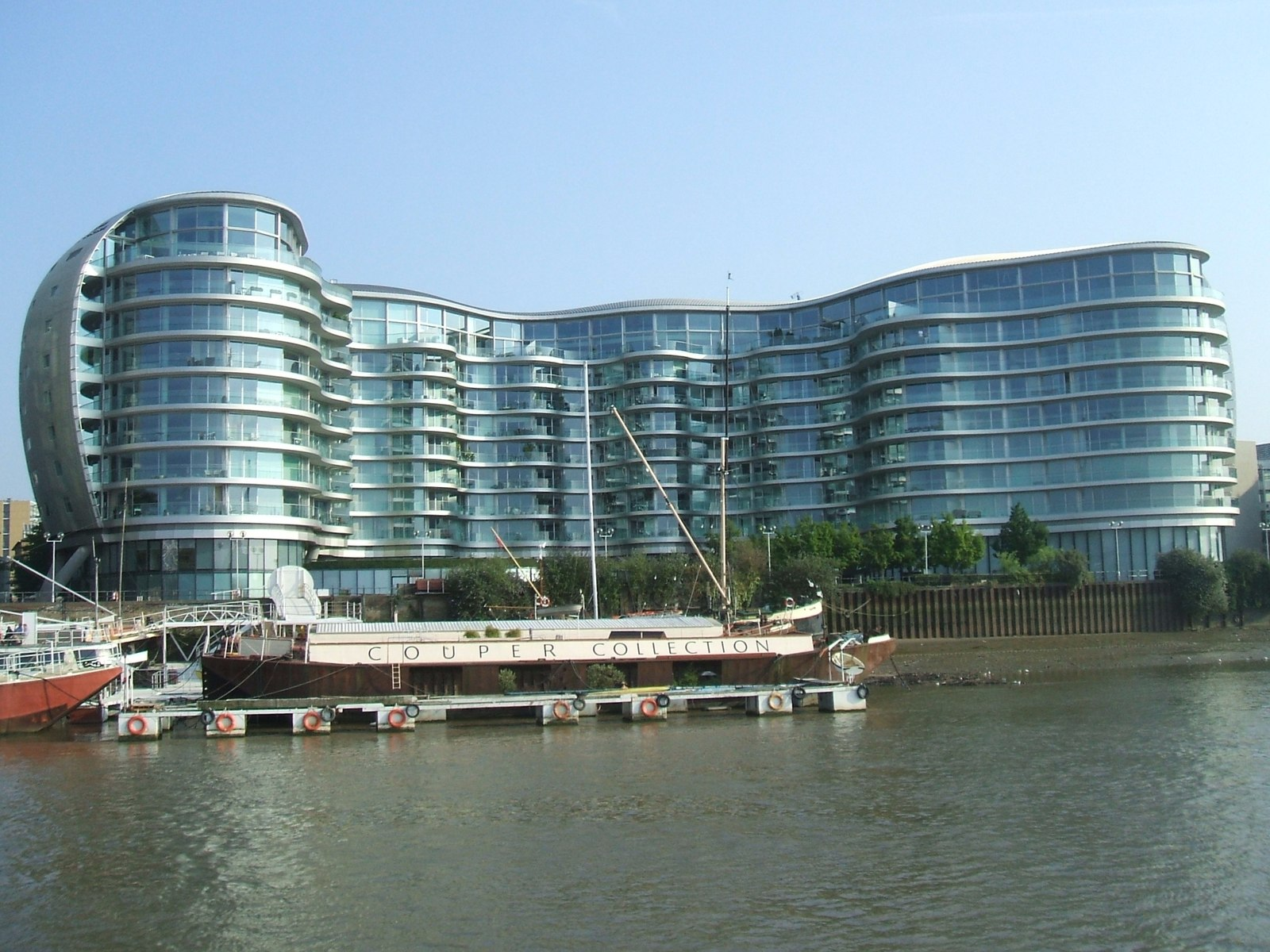
Ransomes Dock i Albion Riverside

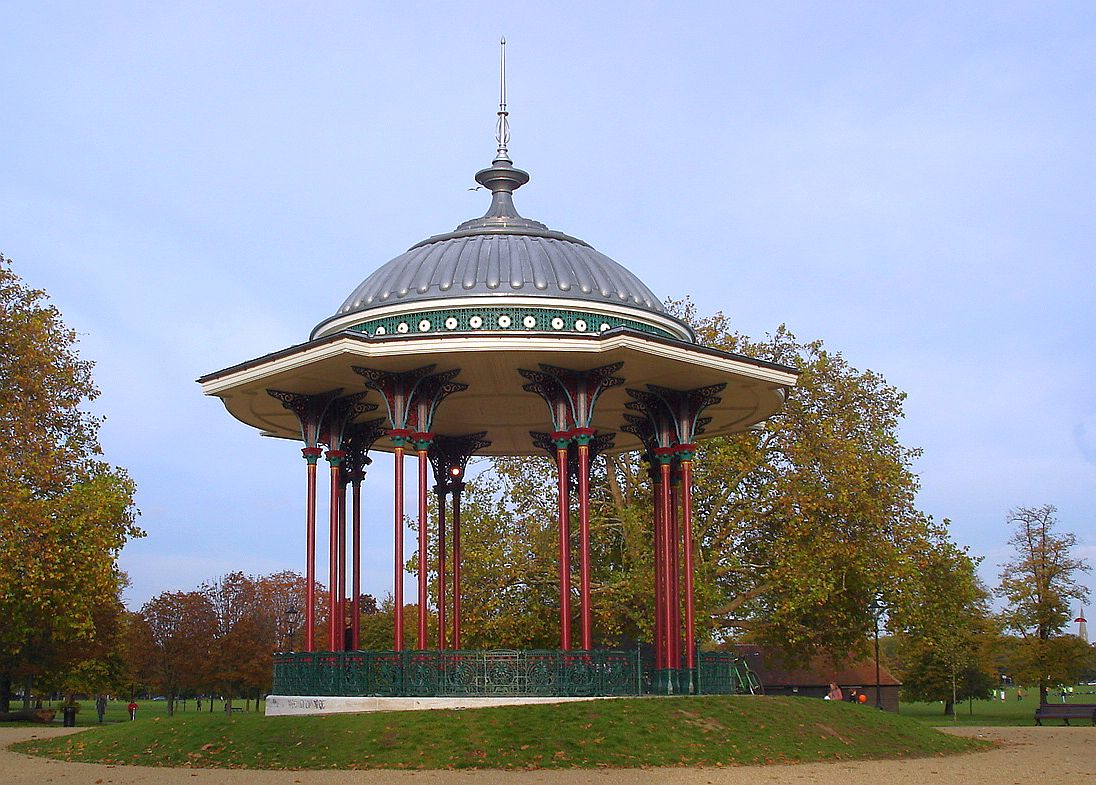
The Bandstand on Clapham Common

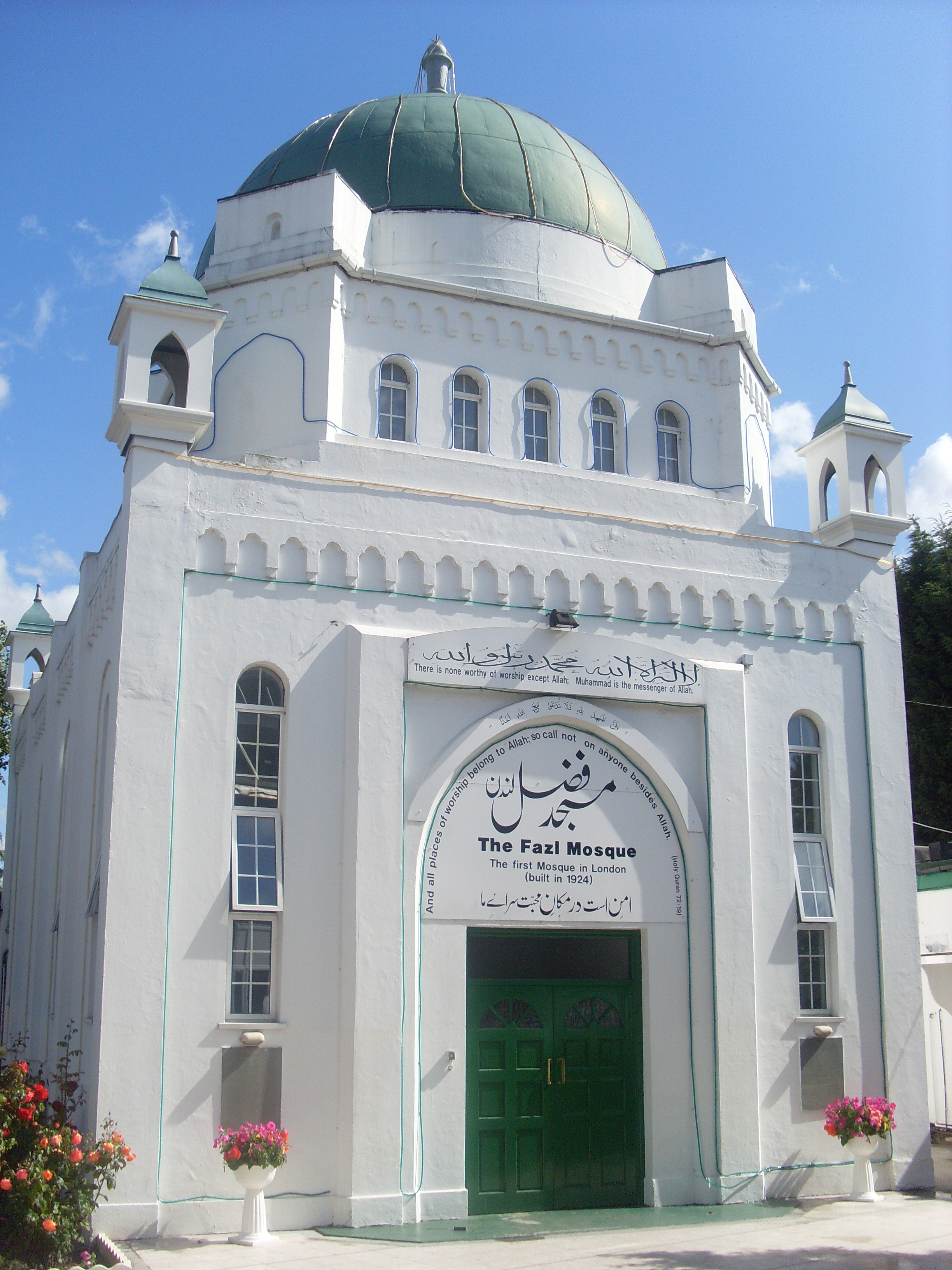
Meczet Fazl

London Borough of Wandsworth – jedna z 32 gmin Wielkiego Londynu położona w jego południowo-zachodniej części. Wraz z 11 innymi gminami wchodzi w skład tzw. Londynu Wewnętrznego. Władzę stanowi Rada Gminy Wandsworth (ang. Wandsworth London Borough Council).

## Historia
Gminę utworzono w 1965 na podstawie ustawy London Government Act 1963  ze stołecznych gmin Wandsworth (ang. Metropolitan Borough of Wandsworth) bez dwóch okręgów tj. Streatham i Clapham które zostały dołączone do Lambeth oraz Battersea (ang. Metropolitan Borough of Battersea), które utworzono w 1900 roku w ramach podziału hrabstwa County of London na 28 gmin.

## Geografia
Gmina Wandsworth ma powierzchnię 34,26 km², graniczy od wschodu z Lambeth,  od południa z Merton i Kingston upon Thames, od zachodu z Richmond upon Thames, zaś od północy przez Tamizę z  Kensington and Chelsea, Hammersmith and Fulham i Westminster.
W skład gminy miejskiej Wandsworth wchodzą następujące obszary:
| - Balham – zachodnia część - Battersea - Earlsfield - Furzedown - Nine Elms - Putney - Putney Heath - Putney Vale | - Roehampton - Southfields - Streatham Park - Tooting - Tooting Bec/Upper Tooting - Wandsworth - West Hill |

Gmina dzieli się na 20 okręgów wyborczych które nie pokrywają się dokładnie z podziałem na obszary, zaś mieszczą się w trzech rejonach tzw. borough constituencies – Battersea, Putney i Tooting.
| - Balham (Battersea) - Bedford (Tooting) - Earsfield (Tooting) - East Putney (Putney) - Fairfield (Battersea) - Furzedown (Tooting) - Graveney (Tooting) - Latchmere (Battersea) - Nightingale (Tooting) - Northcote (Battersea) | - Queenstown (Battersea) - Roehampton and Putney Heath (Putney) - Saint Mary’s Park (Battersea) - Shaftesbury (Battersea) - Southfields (Putney) - Thamesfield (Putney) - Tooting (Tooting) - Wandsworth Common (Tooting) - West Hill (Putney) - West Putney (Putney) |

## Demografia
W 2011 roku gmina Wandsworth miała 306 995 mieszkańców.
Podział mieszkańców według grup etnicznych na podstawie spisu powszechnego z 2011 roku:
| - Biali Brytyjczycy: 163 739 (53,3%) - Biali Irlandczycy: 7664 (2,5%) - Irish Travellers: 163 (0,1%) - Pozostali biali: 47 650 (15,5%) - Mieszani Karaibowie: 4642 (1,5%) - Mieszani Afrykanie: 2034 (0,7%) - Mieszani Azjaci: 3887 (1,3%) - Pozostali mieszani: 4678 (1,5%) - Hindusi: 8642 (2,8%) | - Pakistańczycy: 9718 (3,2%) - Banglijczycy: 1493 (0,5%) - Chińczycy: 3715 (1,2%) - Pozostali Azjaci: 9770 (3,2%) - Czarni Afrykanie: 14 818 (4,8%) - Czarni Karaibowie: 12 297 (4,0%) - Pozostali czarni: 5641 (1,8%) - Arabowie: 2350 (0,8%) - Pozostałe grupy etniczne: 4094 (1,3%) |

Podział mieszkańców według wyznania na podstawie spisu powszechnego z 2011 roku:
- Chrześcijaństwo –  53,0%
- Islam – 8,1%
- Hinduizm – 2,1%
- Judaizm – 0,5%
- Buddyzm – 0,8%
- Sikhizm – 0,3%
- Pozostałe religie – 0,4%
- Bez religii – 27,0%
- Nie podana religia – 7,9%

Podział mieszkańców według miejsca urodzenia na podstawie spisu powszechnego z 2011 roku:
| - Wielka Brytania (198 422 – 64,63%) - Polska (6 814 – 2,22%) - Południowa Afryka (6 468 – 2,11%) - Irlandia (5 781 – 1,88%) - Australia (5 620 – 1,83%) - Pakistan (5 346 – 1,74%) - Indie (4 137 – 1,35%) - Francja (3 804– 1,24%) - Jamajka (3 547 – 1,16%) - Włochy (3 411 – 1,11%) - Niemcy (3 347 – 1,09%) - Stany Zjednoczone (3 271 – 1,07%) - Somalia (2 415 – 0,79%) - Filipiny (2 138 – 0,70%) | - Ghana (2 014 – 0,66%) - Hiszpania (1 774 – 0,58%) - Nigeria (1 692 – 0,55%) - Portugalia (1 504 – 0,49%) - Sri Lanka (1 477 – 0,48%) - Kenia (1 323 – 0,43%) - Zimbabwe (964 – 0,31%) - Chiny (915 – 0,30%) - Iran (902 – 0,29%) - Bangladesz (759 – 0,25%) - Turcja (795 – 0,26%) - Litwa (620 – 0,20%) - Rumunia (487 – 0,16%) - pozostali (37 248 – 12,13%) |

## Transport

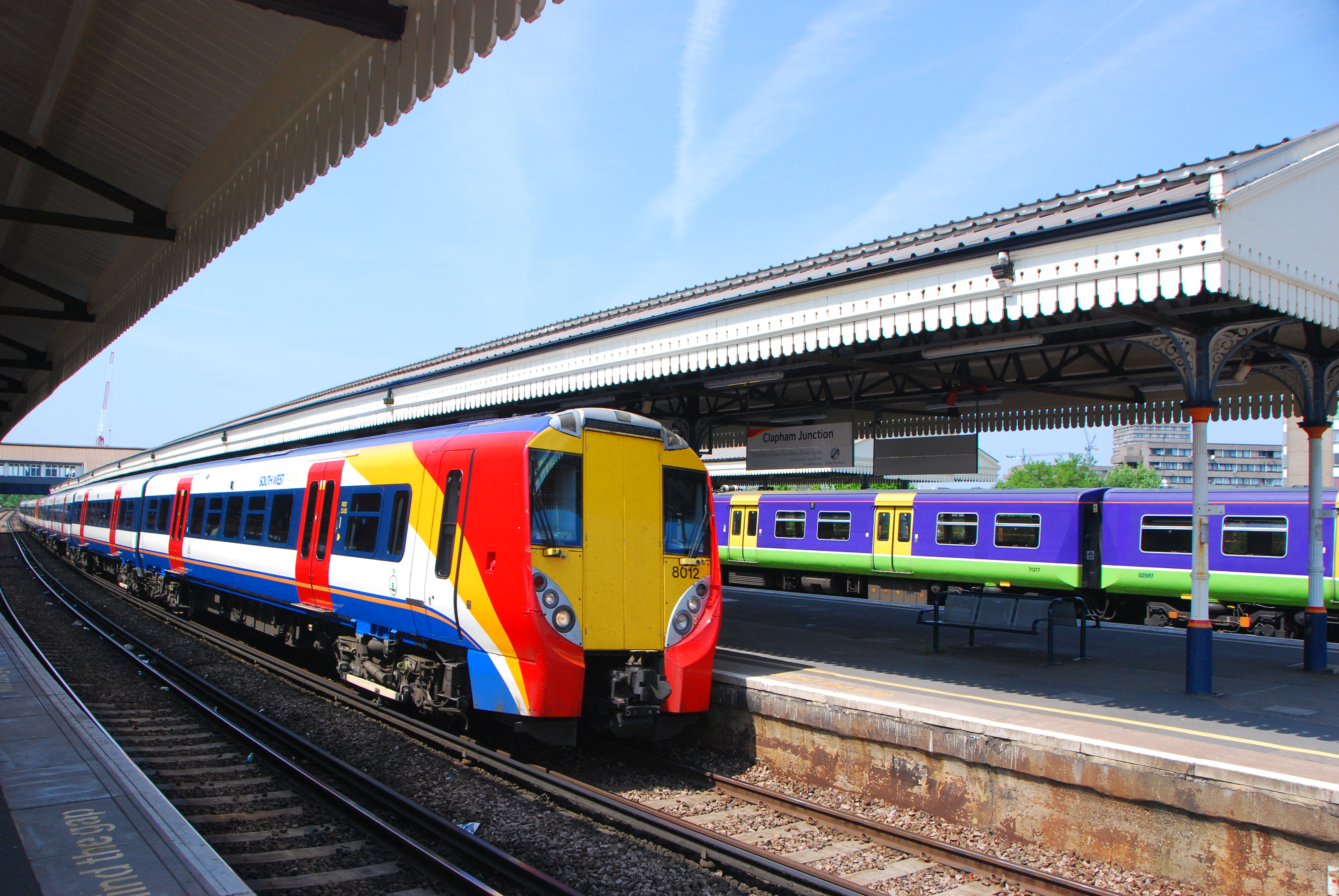
stacja Clapham Juction

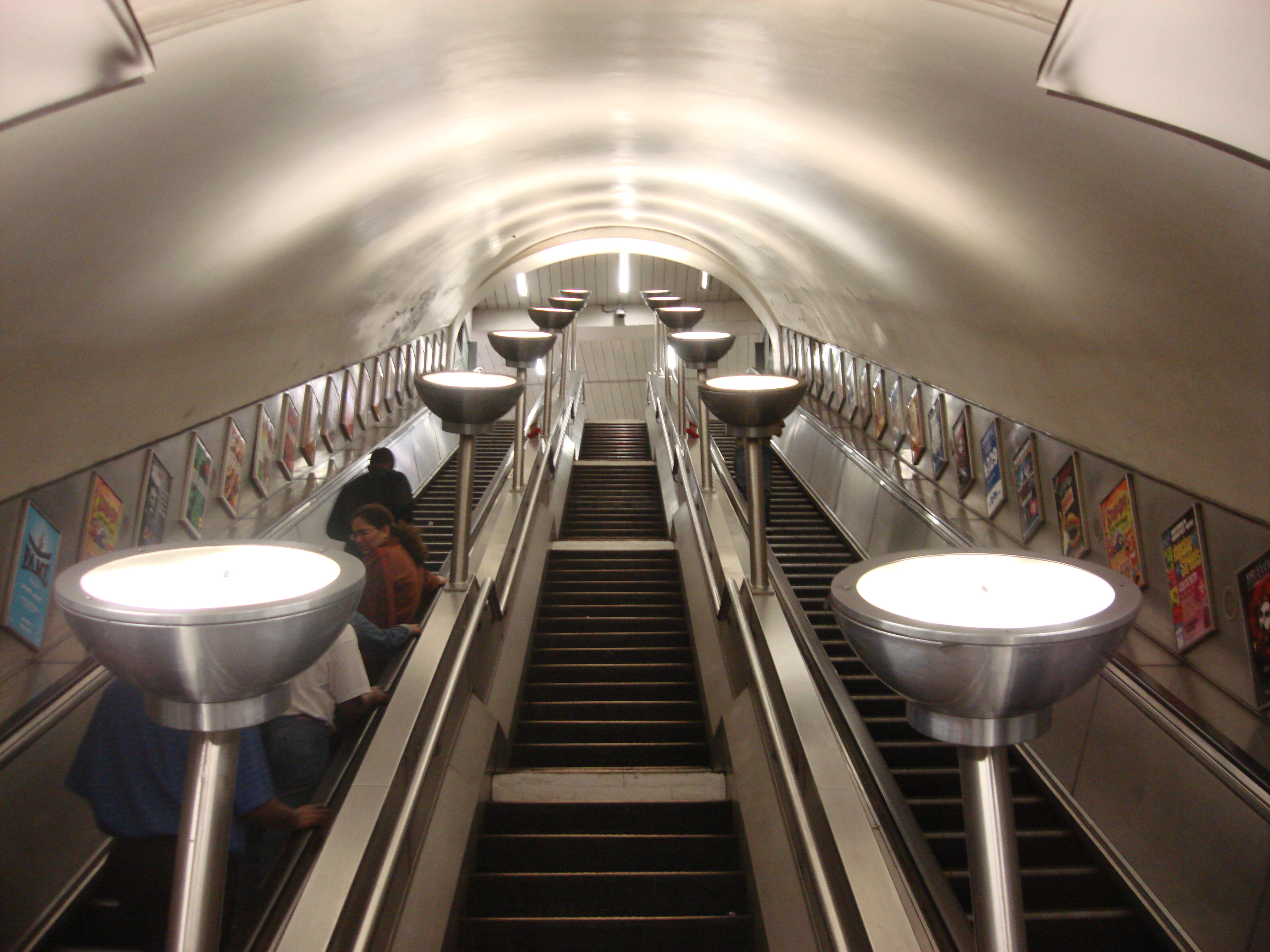
Schody ruchome na stacji Tooting Bec

Przez dzielnicę Wandsworth przebiegają dwie linie metra: Northern Line i District Line.
Stacje metra:
- Balham – Northern Line
- Clapham South (na granicy z Lambeth) – Northern Line
- East Putney – District Line
- Southfields – District Line
- Tooting Bec – Northern Line
- Tooting Broadway – Northern Line

Pasażerskie połączenia kolejowe na terenie Wandsworth obsługują przewoźnicy Southern, South West Trains oraz London Overground
Stacje kolejowe:
- Battersea Park
- Balham
- Clapham Junction – London Overground
- Earlsfield
- Putney
- Queenstown Road (Battersea)
- Tooting (na granicy z London Borough of Merton)
- Wandsworth Common
- Wandsworth Town

Mosty:
- Albert Bridge
- Battersea Bridge
- Chelsea Bridge
- Putney Bridge
- Wandsworth Bridge

## Miejsca i muzea
- Elektrownia Battersea
- The Battersea Arts Centre ("BAC")[10]

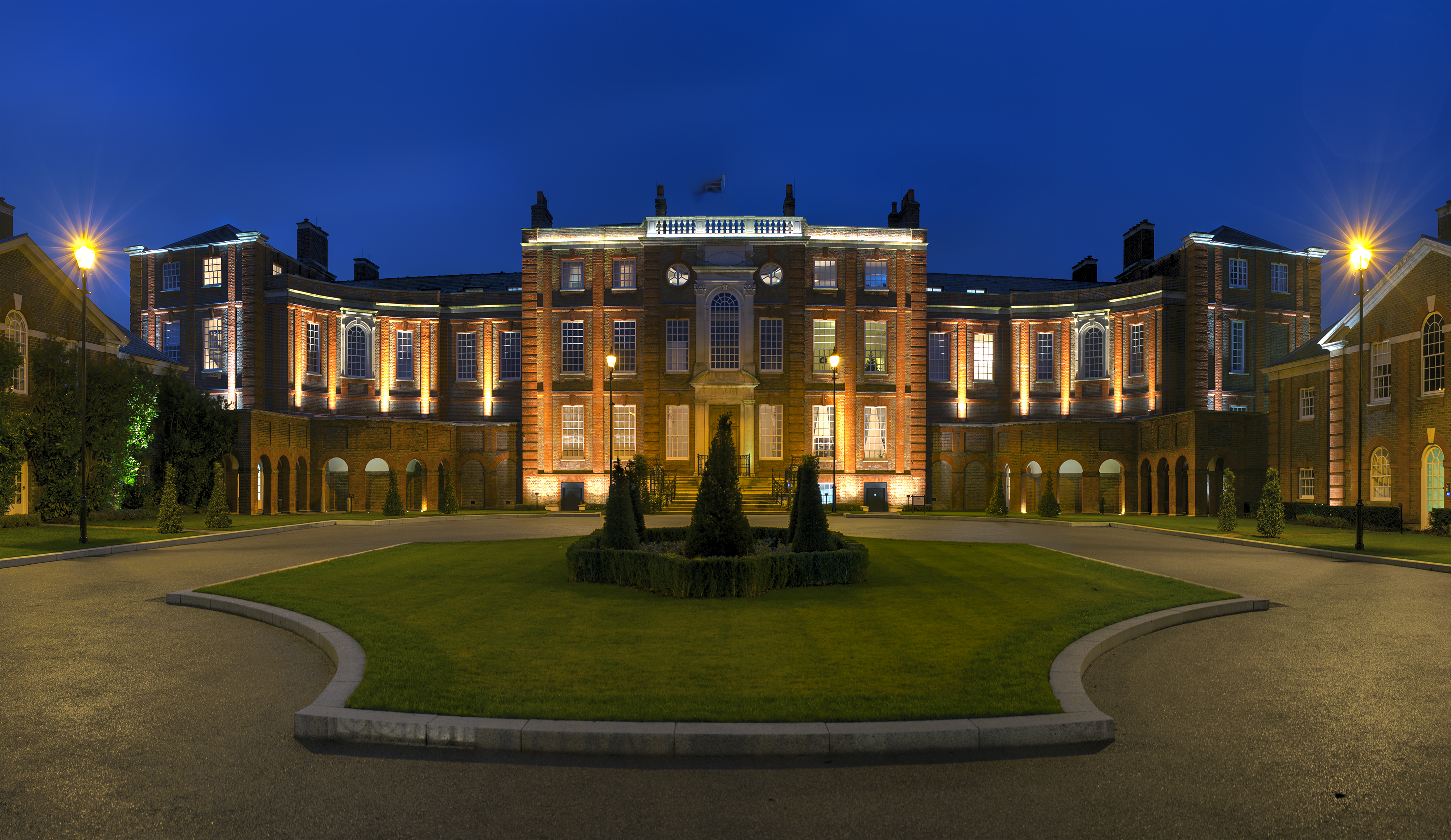
Roehampton Club

- na Putney Embankment znajduje się kilkanaście klubów wioślarskich i przy niej znajduje się kamień oznaczający miejsce startowe m.in. w słynnym wyścigu ósemek Oxford-Cambridge w wioślarstwie na Tamizie
- Muzeum i galeria The De Morgan Centre for the Study of 19th Century Art and Society[11]
- Wandsworth Museum[12]
- Theatre 503[13]
- Quantum Contemporary Art[14]
- Pump House Gallery[15]
- Puppet Centre Trust[16]
- Wyer Gallery[17]
- The Affordable Art Fair – Battersea[18]
- La Galleria[19]
- Roehampton Club[20]
- National Tennis Centre[21]
- Central London Golf Centre[22]

## Edukacja

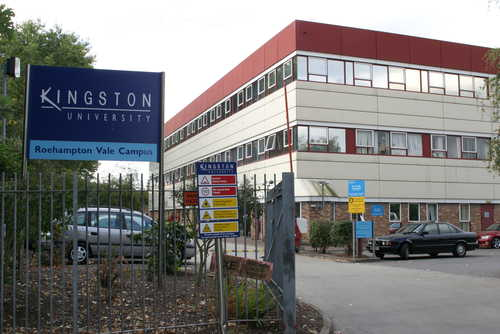
Kingston University (campus Roehampton Vale)

- University of Roehampton na którym studiuje około 9 tysięcy studentów i którego wydziały tańca i antropologii fizycznej zostały w 2008 roku wybrane jako najlepsze w kraju[23]
- St. George’s University of London[24]
- Kingston University (campus Roehampton Vale)[25]
- Putney School of Art and Design[26]
- Royal College of Art[27]
- South Thames College[28]
- Elliott School[29]
- Southfields Community College[30]
- Ernest Bevin College[31]
- St Francis Xavier Sixth Form College[32]

## Znane osoby
W Wandsworth urodzili się m.in.
- George Shearing – pianista i kompozytor
- Henry St John, 1. wicehrabia Bolingbroke – dyplomata, historyk, myśliciel
- Timothy Spall – aktor
- Peter Bonetti – piłkarz
- Thomas Cromwell – polityk –  doradca i minister Henryka VIII
- Edward Gibbon – historyk
- Robin Knox-Johnston – żeglarz
- Jimmy White – snookerzysta
- Matt Willis – piosenkarz
- Darren Bent – piłkarz
- Clinton Morrison – piłkarz
- Lesley-Anne Down – aktorka